# Take Me Home, Country Roads
«Take Me Home, Country Roads» — песня, сочинённая Биллом Дэнофф и Тэффи Ниверт (дуэт Fat City) и Джоном Денвером. Записана Джоном Денвером при участии Fat City на его альбоме Poems, Prayers and Promises (1971). В чарте Billboard Hot 100 сингл достиг второго места и стал одной из самых известных и всемирно любимых песен Джона Денвера, которая до сих пор очень популярна во всём мире и является визитной карточкой артиста.
В 1998 году песня включена в Зал славы премии «Грэмми». Композиция была известна как один из неформальных символов Западной Вирджинии. Например, её исполняли на церемонии похорон американского сенатора от этого штата Роберта Бёрда в июле 2010 года. В 2014 году «Take Me Home, Country Roads» на законодательном уровне получила статус одной из официальных песен Западной Вирджинии.
В 2024 году Rolling Stone поместил песню на 94-е место в своем рейтинге 200 величайших кантри-песен всех времён.

## История
Песню главным образом написали Билл Дэнофф и Тэффи Ниверт (впоследствии муж и жена, участники-основатели вокального квартета Starland Vocal Band), а Джон Денвер выступил соавтором. Изначально пара задумывала эту композицию для Джонни Кэша, но в итоге показала её Денверу, которого она сильно впечатлила. Ранее Дэнофф и Ниверт уже сочинили для Денвера один трек — «Guess He’d Rather Be in Colorado».
На создание песни Дэнофф и Ниверт вдохновили письма их друга-художника, жившего в горах Западной Вирджинии — в них он рассказывал о том, как его поразила красота местной природы. Поездка на семейное собрание к родственникам Ниверт в штат Мэриленд по извилистым сельским дорогам послужила дополнительным импульсом к написанию композиции.
Дэнофф на момент написания текста никогда не был в Западной Вирджинии и даже хотел вместо неё упомянуть в песне название своего родного штата Массачусетс, но в итоге решил что Западная Вирджиния звучит лучше. В итоге поверхностное знание этого штата авторами композиции прослеживается в её тексте. Так, в песне акцентируется внимание на реке Шенандоа и Голубом хребте, которые находятся в Западной Вирджинии лишь небольшой своей частью и на практике мало ассоциировались с данным штатом.
Перед Рождеством 1970 года Денвер сыграл концерт в клубе The Cellar Door в Вашингтоне, который открывали Дэнофф и Ниверт (их дуэт назывался Fat City). После выступления они пригласили Денвера в гости, но мероприятие чуть не сорвалось — по дороге певец попал в аварию, сломал большой палец и был вынужден поехать в больницу. Домой к Дэнофф и Ниверт он добрался уже после полуночи. Там дуэт показал ему свою новую песню «Country Roads». Композиция понравилась Денверу и они вместе доработали её, просидев до 6 часов утра (Денвер сочинил бридж и переделал второй куплет).
Песня была впервые исполнена 30 декабря 1970 года в клубе The Cellar Door, во время одного из многочисленных выходов Денвера на бис, и была встречена пятиминутной овацией слушателей, одной из самых длинных в истории клуба. Несколькими неделями позже Денвер записал песню для своего альбома Poems, Prayers and Promises, ставшего прорывом в его карьере, а Дэнофф и Ниверт исполнили партии бэк-вокала.
Песня была интерполирована в «Lonely Road» Machine Gun Kelly и Jelly Roll в 2024 году. Она достигла 33 места в чарте Billboard Hot 100 от 10 августа 2024 года, обеспечив Денверу первое попадание в топ-40 в качестве автора песен с момента появления той же песни в попурри «Forever Country» объединённой группы кантри-звёзд на 21 месте в 2016 году.

## Позиции в чартах
| Чарт (1971)                          | Высшая позиция |
| ------------------------------------ | -------------- |
| США (Billboard Hot 100)              | 2              |
| США (Billboard Adult Contemporary)   | 3              |
| США (Billboard Hot Country Songs)    | 75             |
| Канада RPM Top Singles               | 3              |
| Канада RPM Adult Contemporary Tracks | 5              |
| Канада RPM Country Tracks            | 17             |